# Galatea (1922)
El Glenlee es una bricbarca que anteriormente fue un buque escuela de la Armada Española con el nombre de Galatea, en la que permaneció en activo desde 1922 hasta 1982. Fue construido a finales del siglo XIX en Glasgow. Antes de pertenecer a la Armada, recibió los nombres de Glenlee, Islamount y  Clarastella, y se usó como buque mercante. Se encuentra conservado como buque museo en Glasgow, localidad donde fue construido. En 1993 le volvieron a poner el nombre que tenía cuando fue botado.

## Nombres
El buque ha tenido varios nombres a lo largo de su vida:

- Glenlee (1896–1898)
- Islamount (1898–1919)
- Clarastella (1919–1922)
- Galatea (1922–1993)
- Glenlee (1993–presente)

## Buque mercante
Fue botado con aparejo de bricbarca o corbeta de tres palos el 3 de diciembre de 1896 con el nombre de Glenlee, en los astilleros Bay Yard en Port Glasgow. Era uno de los 10 veleros de igual diseño construidos para la empresa de transporte marítimo Archibald Sterling & Co. Ltd.

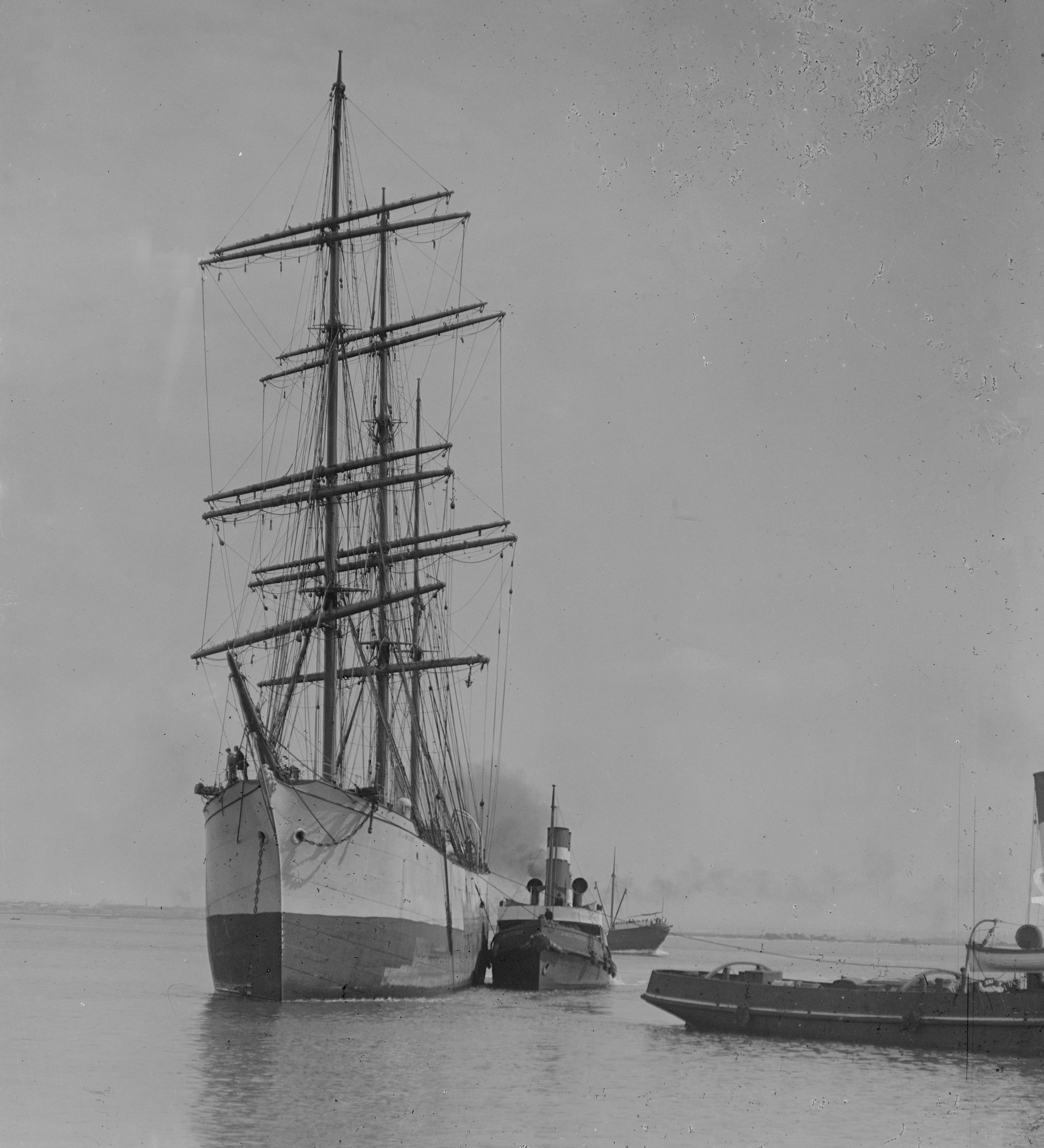
El Islamount fotografiado por Allan C. Green.

Fue destinado al transporte de grano y viajó durante dos años desde el Reino Unido al Océano Pacífico, principalmente a Nueva Zelanda y Australia. Posteriormente, fue vendido en marzo de 1898 a la empresa de Dundee Islamount Sailing Ship Company Ltd., con la cual continuó realizando las mismas rutas rebautizado como Islamount.
En 1905 pasó a ser propiedad de la empresa de Liverpool Richard Thomas & Co. Más tarde fue requisado por la Royal Navy en 1918 durante la Primera Guerra Mundial. Realizó en octubre de 1919 su último viaje bajo bandera británica, desde Java hasta Cette en Francia.
Fue adquirido por la naviera genovesa Stella, Società Italiana di Navigazione, y registrado en Génova, que lo utilizó como buque mercante en el Mediterráneo, destino en el que permaneció por espacio de tres años con el nombre de Clarastella (Clara estrella).
Durante su estancia en la empresa genovesa, se le instalaron dos motores diésel Ansaldo de 450 CV y dos hélices de tres palas que le proporcionan un andar de 8 nudos, y además se le dotó de instalación eléctrica.
La Ley Miranda contemplaba la adquisición de dos buques escuela, por lo que en 1922 se adquirieron en Italia dos motoveleros. El Augustella botado en 1892 con el nombre de Jodanhill y el Clarastella. Tras 26 años de historia, más de 5000 días de mar, cuatro viajes de circunnavegación y 16 travesías del Cabo de Hornos, entró este motovelero en la historia de España tras el pago de 650 000 pesetas.

## Transformación

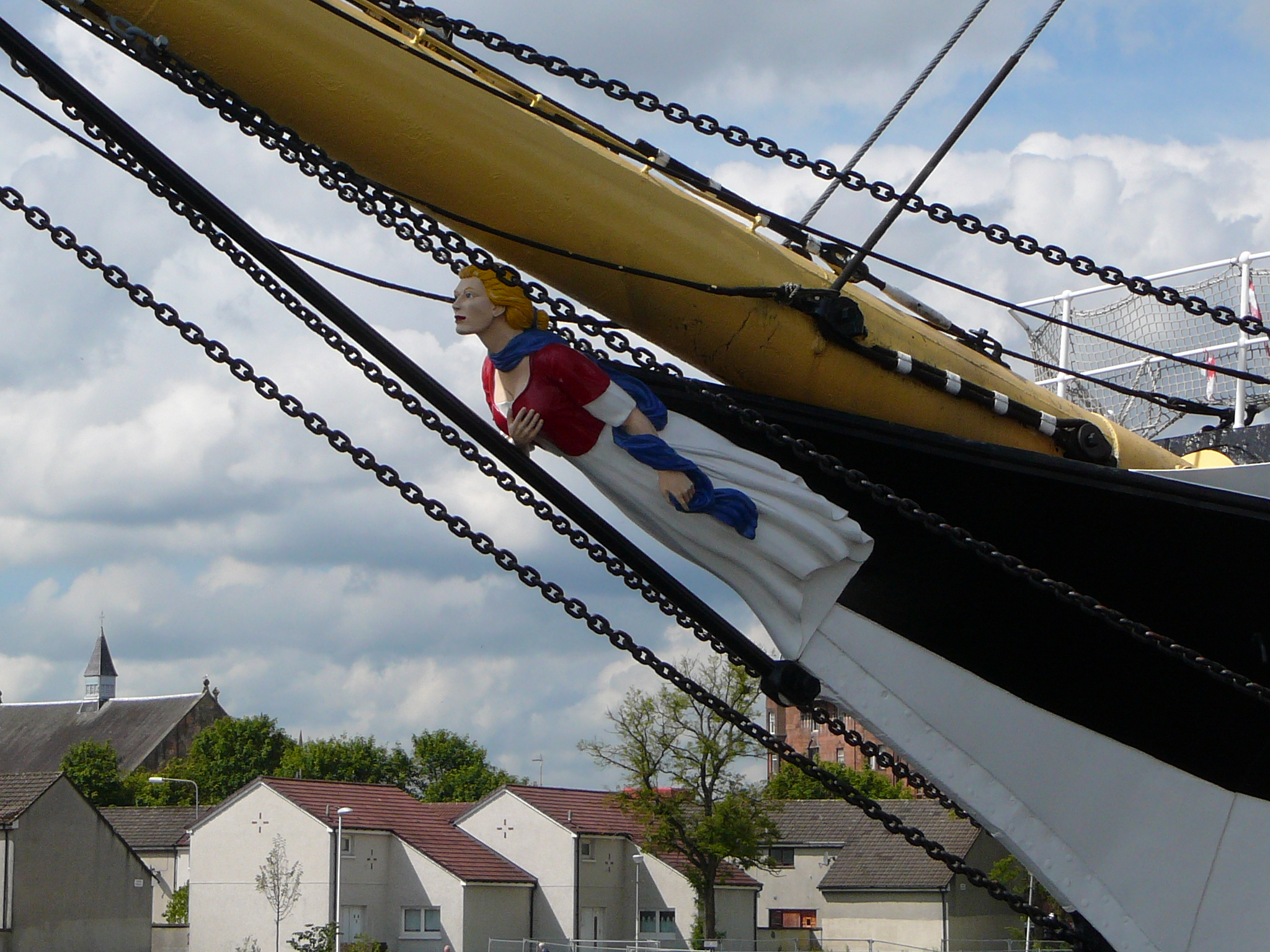
El mascarón de proa del Glenlee "Mary Doll" (es una réplica).

El mal estado del Augustella impidió su transformación, por lo que acabó como pontón sin maquinaria, con el nombre de Minerva, y se autorizó la construcción de un nuevo navío, que acabaría siendo el Juan Sebastián Elcano.
Tras revisión en el Astillero de Cantieri Navale, zarpó hacia España y entró en Cartagena bajo bandera española y fue rebautizado el 14 de diciembre de 1922 con el nombre de Galatea, en memoria de la nereida Galatea.
Fue trasladado a los astilleros Echevarrieta y Larrinaga de Cádiz, donde se le transformó en buque escuela de Guardiamarinas, con un coste de 1 millón de pesetas, según contrato firmado el 30 de abril de 1923.
El aparejo permaneció prácticamente igual, salvo el añadido de un botalón para una vela cangrejo, no así el casco, en el que se le instaló un puente de mando abierto a proa del trinquete, con rueda y telégrafos de máquinas, se prolongó la toldilla hasta la base del mástil, donde se instalaron los botes salvavidas. Se vertió cemento en la sobrequilla como lastre a fin de bajar la línea de flotación para tener una altura adecuada entre el centro de gravedad y el metacentro transversal con la intención de aumentar su altura metacéntrica para mejorar sus condiciones marineras. También se le dotó de cuatro cañones de 6 pulgadas para realizar las salvas de ordenanza y de unos austeros alojamientos para los guardiamarinas.

## Servicio en la Armada

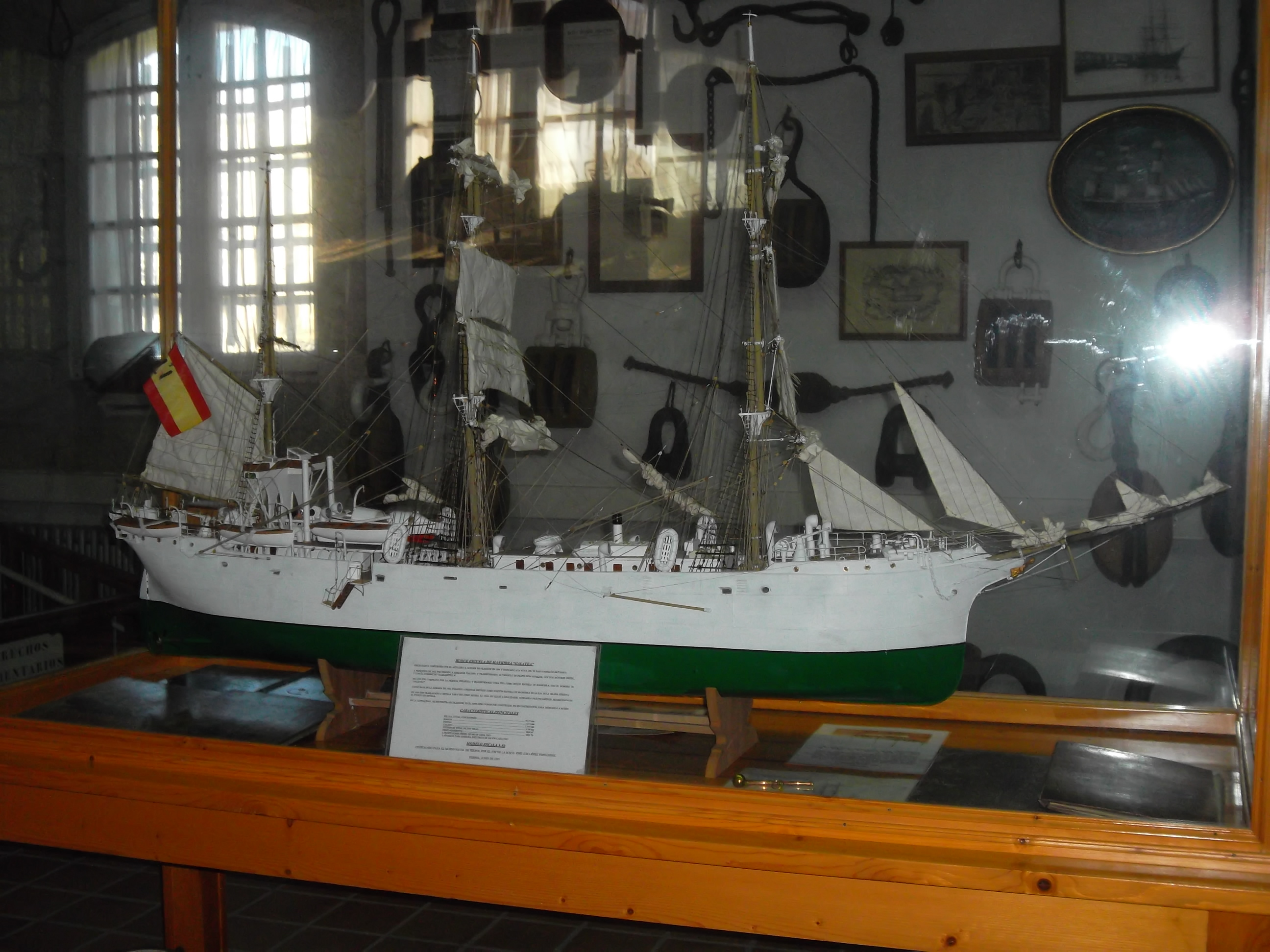
Maqueta del Galatea en el Arsenal de Ferrol.

Comenzó en 1925 sus viajes de instrucción, junto al Carlos V y a la ya antigua corbeta Nautilus, asignado a la formación de los futuros oficiales de la Armada.
En 1928 fue relevado por el buque de nueva construcción Juan Sebastián Elcano en las tareas de formar a los oficiales. Después de sustituir los motores por otros más potentes de 800 CV, fue asignado a la escuela de aprendices marineros especialistas como buque escuela de maniobra.
El 18 de julio de 1936 estalló la guerra civil española mientras estaba en la mar con 49 guardiamarinas y 160 marineros. Consiguió llegar a Ferrol evitando a las fuerzas gubernamentales.
Durante la Segunda Guerra Mundial, fue seguido durante horas por un submarino alemán que navegaba cerca de su banda de estribor. Durante esos años llevaba en sus amuras y aletas grandes banderas de España pintadas para distinguirse como buque neutral entre los buques de los países enfrentados en la guerra.

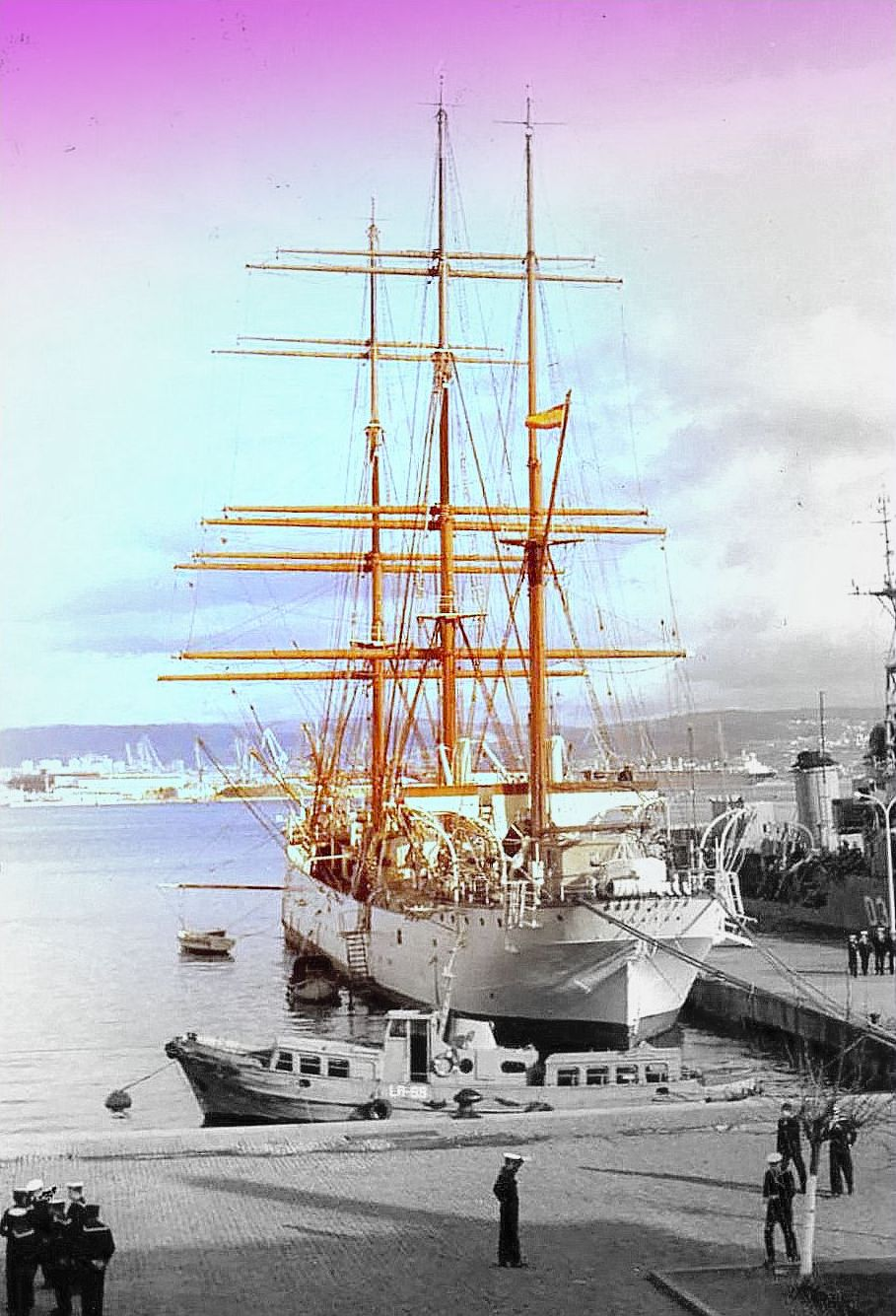
El Galatea en la Estación Naval de la Graña, en Ferrol, en 1975.

Durante la postguerra, el número de aprendices descendió y el barco llegó a navegar con solo ocho estudiantes según consta en un parte de operaciones del año 1941. A partir de 1946 el número de alumnos creció de nuevo y comenzaron las travesías por el Atlántico y por el Mar del Norte y visitas a puertos, como los de San Juan de Puerto Rico, Savannah o Nueva York.
El 3 de octubre de 1946, le sorprendió una fuerte borrasca con vientos de 175 km/h a la altura de las Azores. Quedó totalmente desarbolado, con la sala de máquinas inundada y una escora de 42º. Con vientos de más de 100 km/h consiguió, con las bombas de achique dando toda su capacidad, tuvo que recalar en Santa Cruz de Tenerife en pésimo estado, tras lo cual fue preciso realizar reparaciones antes de salir de nuevo al mar.
En 1954 le alcanzó un huracán cerca de Nueva York, en el que perdió 7 de sus velas y varios miembros de su dotación sufrieron fracturas de diversa consideración.
Su último viaje como buque escuela lo efectuó el 15 de diciembre de 1959, tras lo cual quedó amarrado en el arsenal de Ferrol como pontón escuela de maniobra hasta su baja en la Armada en 1982 según consta en la Orden Ministerial n.º 1.061/77 de 7 de septiembre de 1982 a propuesta del Estado Mayor de la Armada. El buque cuartel a flote YCFN-11, como se denominó al Galatea como pontón flotante, se dio de baja el 30 de diciembre de 1982 al cabo de 60  años de servicio en la Armada española y 86  años de vida. Sus últimos días permaneció en la base naval de La Graña amarrado como buque escuela estático de la Escuela de Maniobras de la Armada.

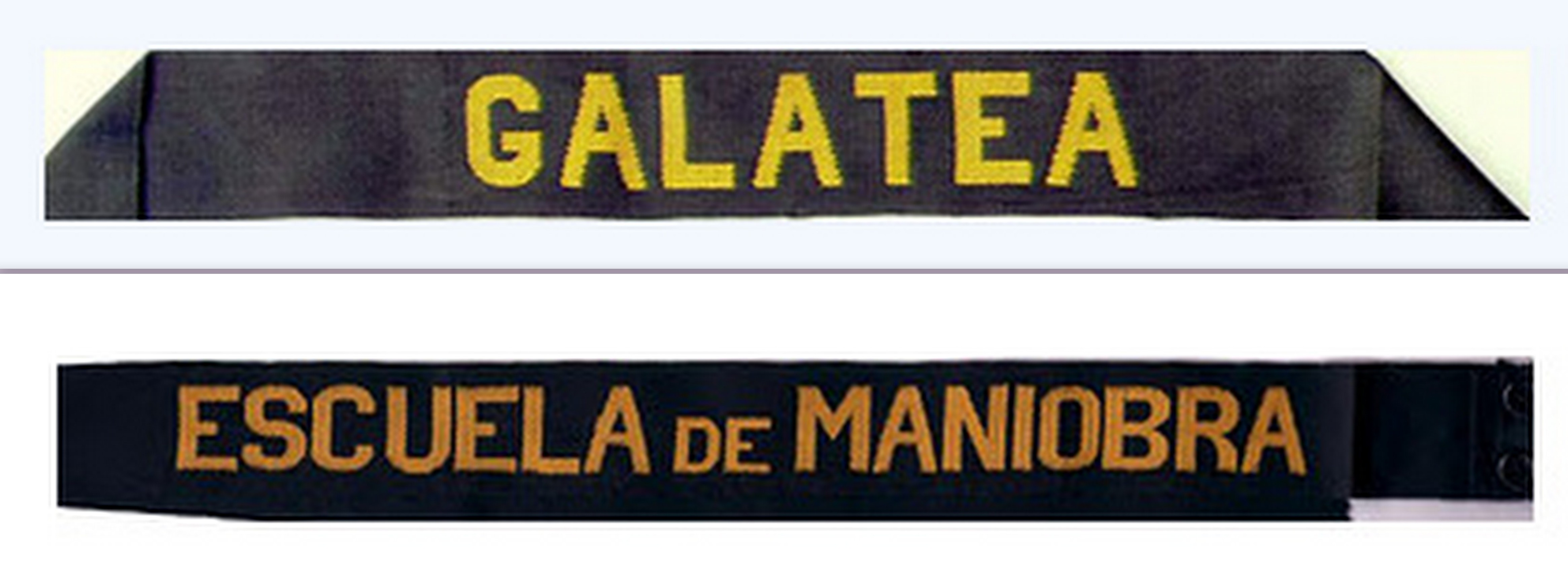
Cintas de Lepanto del Buque escuela Galatea.

La Armada no se decidía a ordenar su desguace ante el cúmulo de voces que se oponían al mismo.

## Expolio y abandono

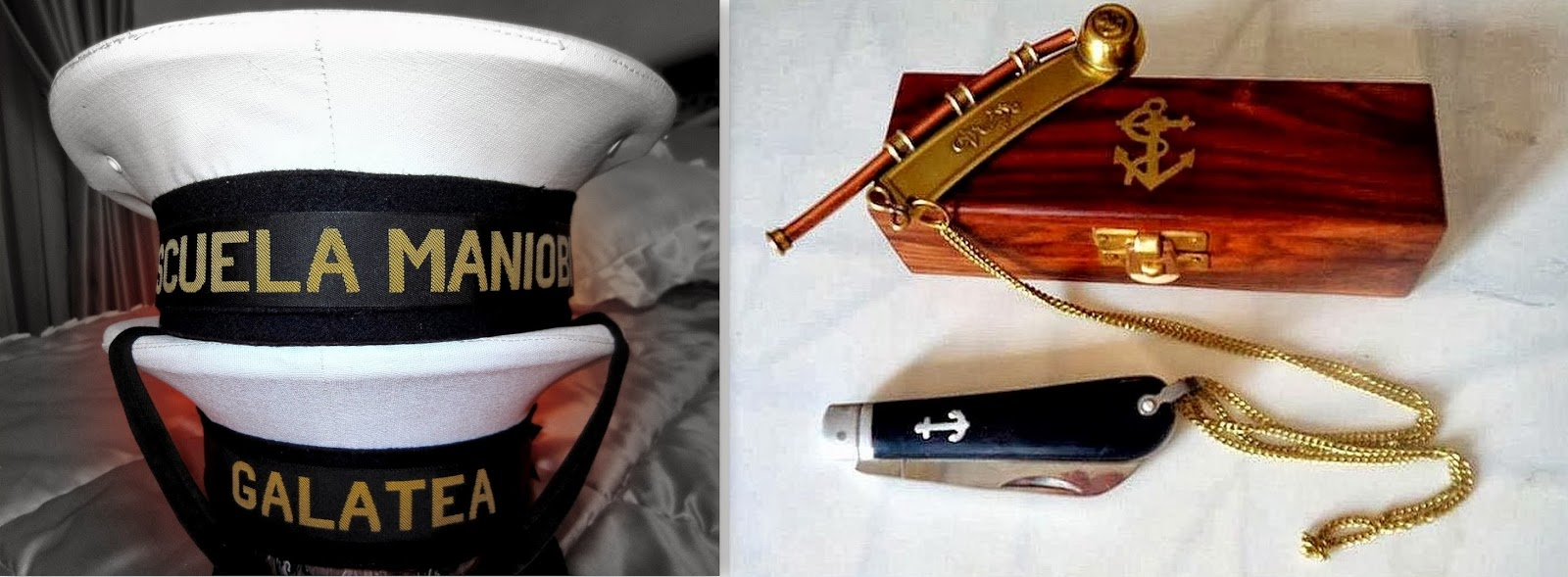
Izquierda, lepantos y cintas usados en el Galatea. Derecha, chifle o pito de contramaestre y navaja usados en el Galatea.

Del viejo buque fueron desapareciendo cosas como sus portillos de bronce, la placa de bronce que adornaba la cámara del comandante, motones, cabilleros y otras piezas que emprendieron caminos desconocidos.
En septiembre de 1981, tuvo que ser desalojado definitivamente debido a su mal estado, hasta que en julio de 1982 se realizaron en Bazán diversas reparaciones en las planchas del casco, aunque sin poder observar las planchas de hierro que estaban cubiertas por el cemento del lastre.
Por esas fechas, Sevilla, Barcelona, Santander, Palma de Mallorca y Ferrol se interesaron por el buque. Finalmente, se optó por la idea del almirante Ignacio Martel Viniegra de adaptarlo como centro de comunicaciones de la Expo 92 de Sevilla, con amarre junto a la Torre del Oro, y posteriormente como museo naval junto al Palacio de San Telmo, antigua "escuela de mareantes".
A finales de 1985, en penosas condiciones fue trasladado a Sevilla donde todos los proyectos de rehabilitación quedaron en nada  por estimarse muy alto el coste de su reparación.
En un total estado de abandono en la dársena del Guadalquivir, al pie del Puente del V centenario, sufrió dos incendios, uno de los cuales destruyó completamente la toldilla. Fue refugio de mendigos y expoliado por coleccionistas y chatarreros, que al robar las válvulas de cobre de los machos del fondo provocaron su hundimiento, tras lo cual quedó posado sobre el lecho del río.
La Armada lo reflotó y permaneció amarrado en el Muelle del Cemento a la espera de un rápido desguace. En esta situación, se decidió su venta en pública subasta, a la que acudió un representante de Clyde Maritime Trust de Glasgow con intención de adquirirlo para el astillero que lo construyó. Esta subasta, celebrada el 26 de febrero de 1992, fue declarada nula por "problemas legales". En realidad se trató de un subterfugio para salvar el barco, ya que la oferta del astillero británico no fue presentada correctamente y resultó adjudicatario un chatarrero local. Un oficial de la Armada, vocal de la Mesa de subastas, solicitó reexaminar la documentación y encontró un pequeño fallo formal en la del adjudicatario, consiguiéndose la anulación de la subasta.[cita requerida]

## Resurgimiento

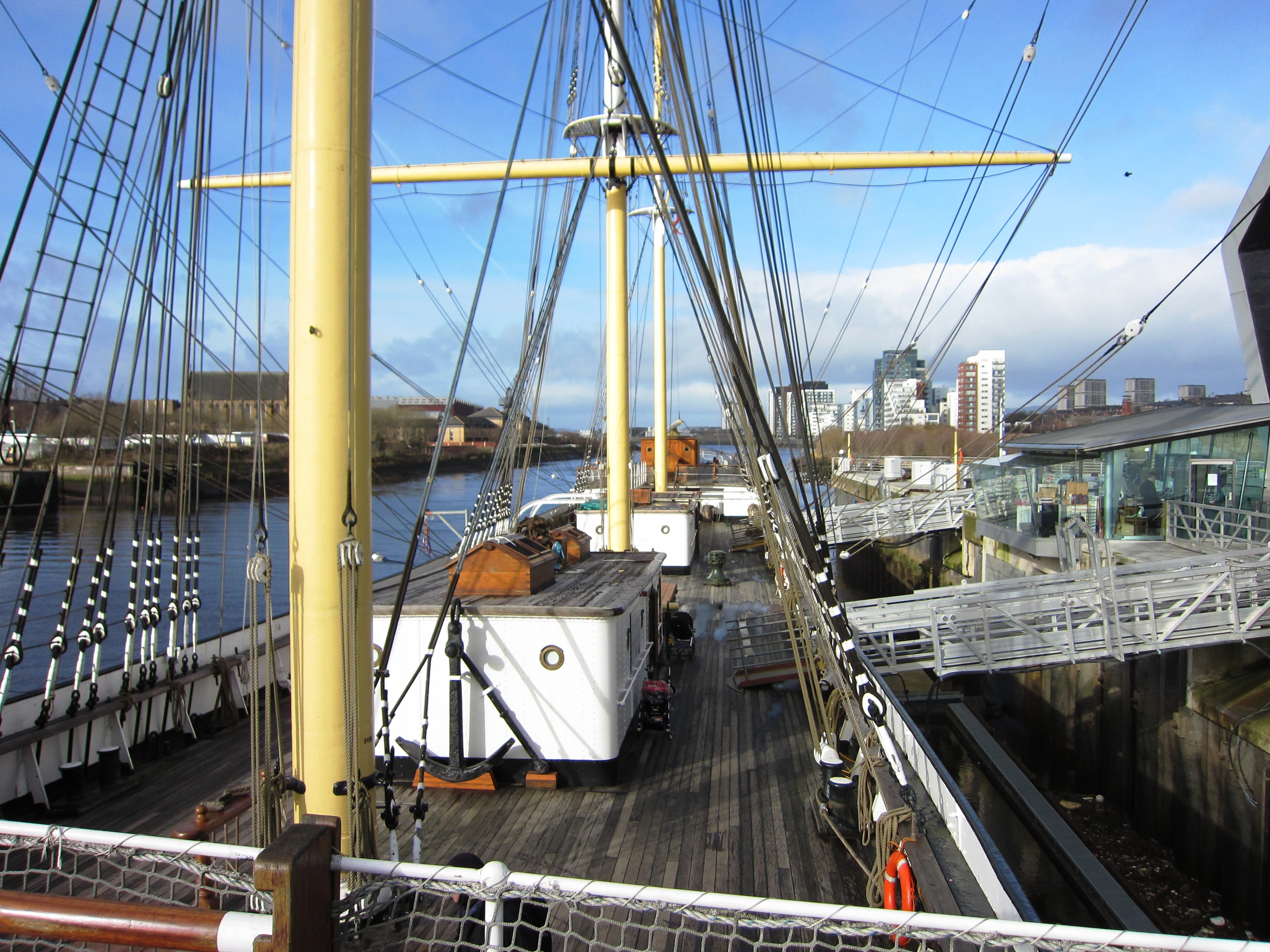
Cubierta del Glenlee en 2014.

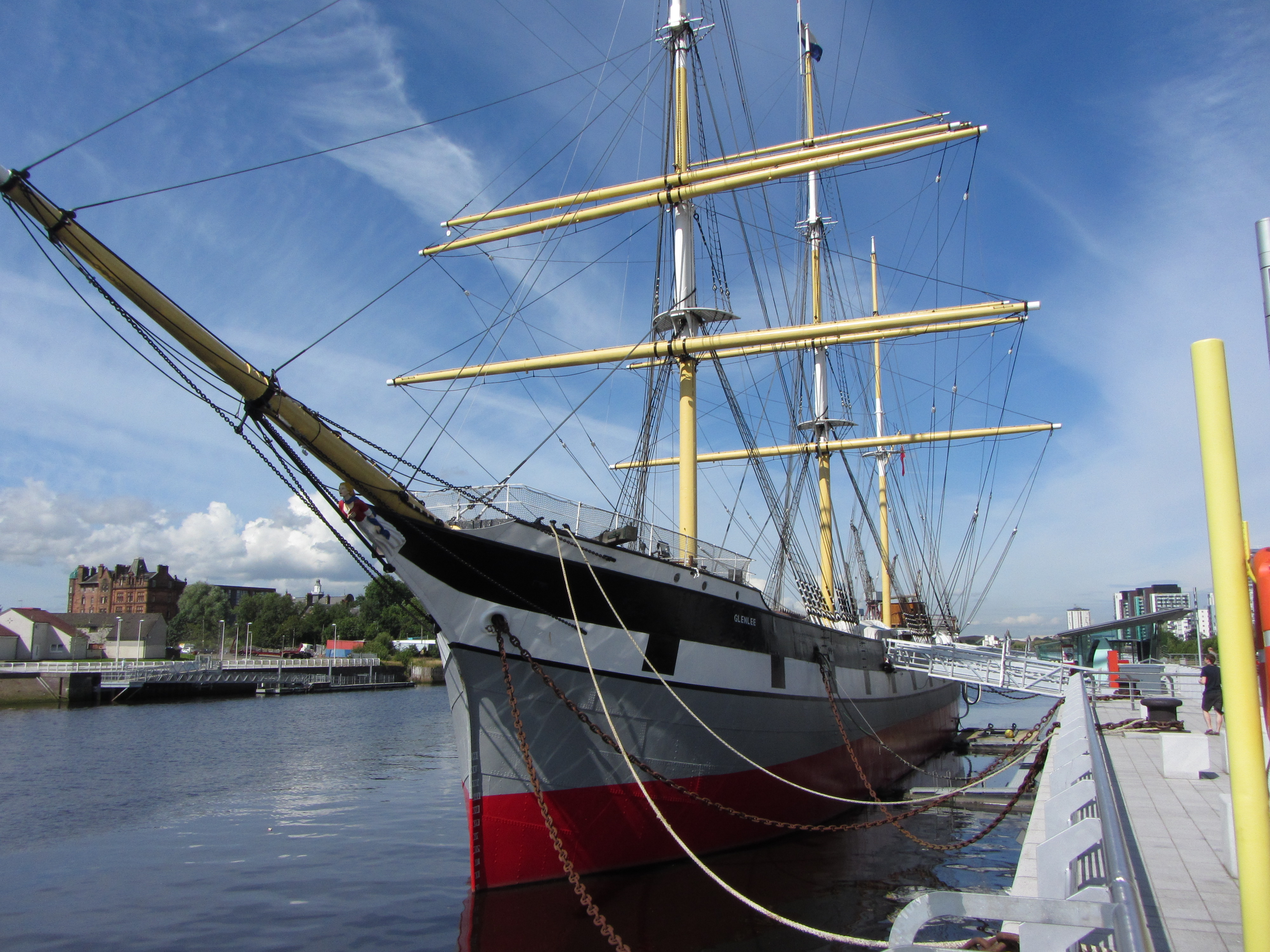
El Glenlee en Glasgow en 2012.

Más de 95 años tras su botadura, fue adquirido para su ciudad de origen. Por medio de suscripciones y otros sistemas se consiguió su adquisición por mediación de Hamis Hardie en nombre de Clyde Maritime Trust de Glasgow en una segunda subasta el 30 de junio de 1992, por un precio de 8 millones de pesetas.
Después de unos trabajos imprescindibles para la navegación y de una inspección efectuada por la Sociedad de Salvamento de Londres, se le extendió un certificado que autorizaba su remolque hasta Escocia. Se realizó su traslado a remolque hasta Greenock entre los días 1 de junio y 9 de junio de 1993, con una tripulación compuesta por tres voluntarios.

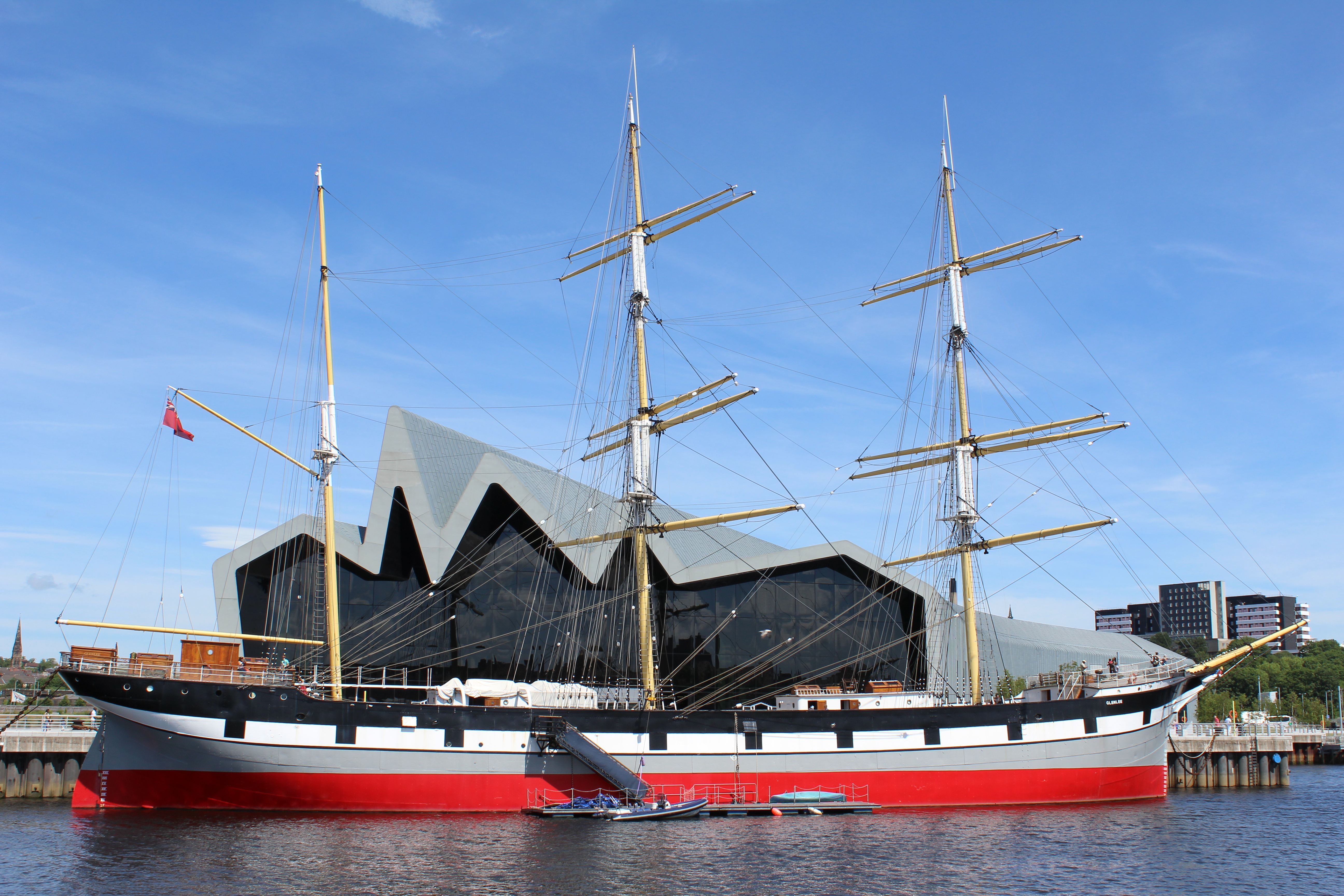
El Glenlee en Glasgow en 2013.

Al llegar a Greenock fue varado para una inspección preliminar, limpieza y pintura del casco, que recuperó su color negro original. Fue remolcado hasta Glasgow y rebautizado con su nombre original en presencia del alcalde de Glasgow y del cónsul de España.
En marzo de 1997 se enviaron desde el Arsenal de la Carraca y desde Sevilla el juego completo de mástiles y vergas originales y se comenzó la instalación de 1000 metros cuadrados de cubierta de madera procedente de África.
Con un presupuesto final de 2,1 millones de libras esterlinas, financiados por la National Heritage Lottery Found, el Fondo Europeo de Desarrollo Regional, el ayuntamiento de Glasgow y la Agencia de Desarrollo de Glasgow, se llevó a cabo el proyecto de restauración total del buque, en el curso de la cual fue retirado - para comprobar el estado del casco - el cemento colocado en la sobrequilla como lastre durante su trasformación en buque escuela. Terminadas las obras de restauración, se volvió a lastrar con cemento, pero contenido en viejas barricas de whisky.

## Partes conservadas

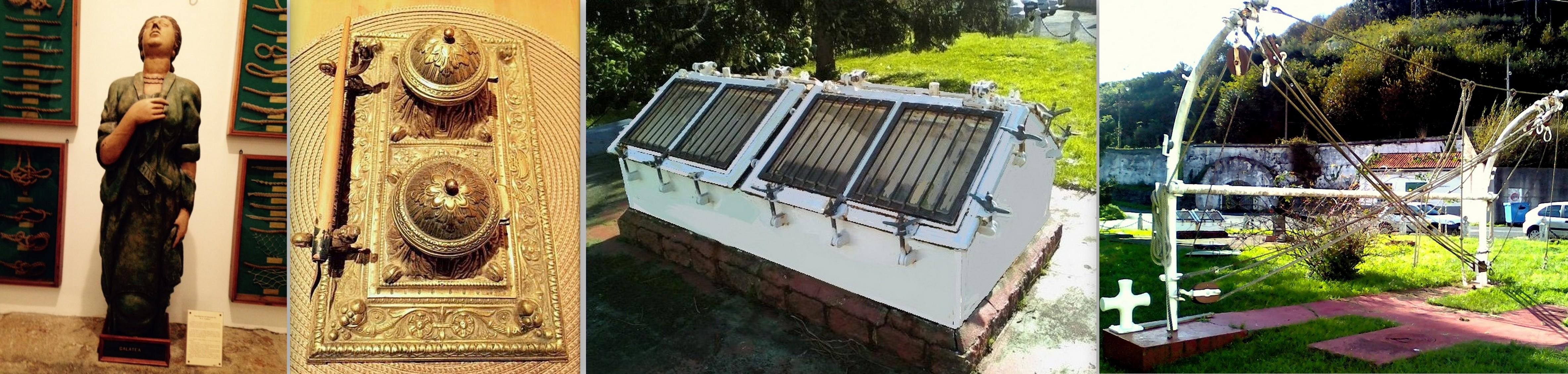
Objetos del buque escuela Galatea.

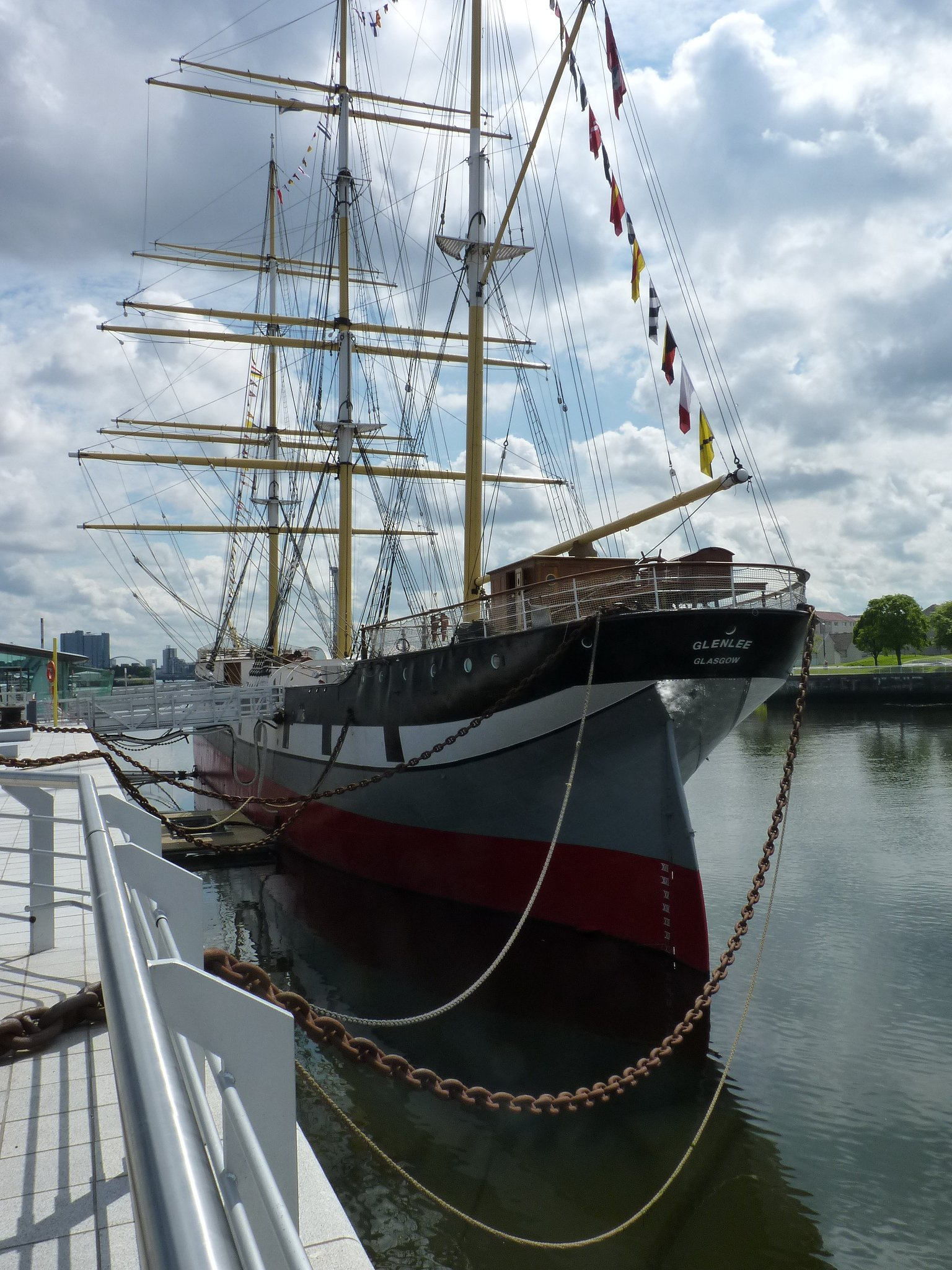
Vista trasera del Glenlee en 2012.

- Sus propietarios intentaron recuperar el mascarón original, que permanece expuesto en La Graña, Ferrol (La Coruña) y al no conseguirlo se encargó una réplica por 12 000 euros. La respuesta dada en tono de sorna fue que no se devolvería el mascarón mientras los británicos no devolvieran Gibraltar.[4]

- Además del mascarón, se conserva en España un pescante de botes completo en La Graña. En el museo naval de Ferrol se conservan la mesa y las sillas de la cámara de oficiales, así como la bomba real y los puños de las velas de capa del buque. En el Museo Marítimo de Barcelona se conservan los muebles del camarote del comandante, que no son los originales, ya que fueron sustituidos en 1941.

- En la puerta de entrada principal del Real Club Náutico de Santa Cruz de Tenerife, se conserva la "rueda del timón" del Galatea, con la inscripción correspondiente.[cita requerida]

- Se conserva  el texto literal de la baja del Buque Escuela Galatea. Lamentablemente el Galatea pasó de buque a pontón flotante, por lo que la baja como buque de guerra fue algo peculiar.

A continuación se puede leer el texto literal del documento de baja:
Extracto del documento de la  "Baja del Buque  Escuela Galatea"

Por Orden Ministerial Delegada nº 59 procedente del Almirante Jefe de Estado Mayor de la Armada, causa baja en la Armada el Buque Cuartel a Flote YCFN-11 ( ex Galatea ) ( Tren Naval ).
Acordada la baja del Buque Cuartel a Flote YCF-11 en la lista de unidades del Tren  Naval y en uso de las facultades que me confiere la Orden Ministerial nº 1.061/77 de 7 de septiembre a propuesta del  Estado Mayor de la Armada y de conformidad con el Reglamento de Situaciones de Buques.
DISPONGO:
1º. El Buque Cuartel a Flote “YCFN-11” (ex Glalatea) causará baja de la lista de unidades del Tren Naval el día 30 de diciembre de 1982.
2º. El desarme se llevará a cabo en el Arsenal de Ferrol del Caudillo con arreglo a lo previsto en el artículo 15, regla 7ª del Reglamento de Situaciones de Buques, siguiendo los trámites previstos en la Directiva nº 006 del estado mayor de la Armada de fecha 10 de marzo de 1972.
3º. Por el Almirante Jefe del Apoyo Logístico, se dictarán las  instrucciones oportunas para el desarme y posterior enajenación del material no útil para la Armada con arreglo a lo dispuesto en el S-16.
                               Madrid 28 de octubre de 1982

                                               Por delegación
El almirante Jefe del Estado Mayor de la Armada Saturnino Suances de la Hidalga.

Destinatarios: Excmo. Sr. Almirante Jefe de Estado Mayor de la Armada.
 Excmo. Sr. Capitán General de la Zona Marítima del Cantábrico.